# Алєксєєвський кар'єр (доломітовий)
Алєксєєвський кар'єр (доломітовий) – гірничодобувне підприємство у Акмолинській області Казахстану, створене для розробки однойменного родовища доломітів.
Розробка Алєксєєвського родовища почалась у 1964 році і станом на 2016-й звідси видобули 24 млн тон сировини, споживачами якої передусім виступають металургійний комбінат в Теміртау та Аксуський завод феросплавів.
Розробка ведеться відкритим способом, при цьому станом на 2003 рік глибина кар’єру досягнула 90 метрів. Його проектна глибина визначена як 200 метрів, а запаси на рівні 74 млн тон.
Наразі рудник належить Соколовско-Сарбайскому гірничо-збагачувальному виробничому об’єднанню, яке передусім спеціалізується на видобутку залізної руди.